# NAC Breda in het seizoen 2025/26 (vrouwen)
Het seizoen 2025/26 is het tweede jaar in het bestaan van het Bredase vrouwenvoetbalelftal van NAC Breda. De club komt voor het eerst uit in de Nederlandse Vrouwen Eredivisie en neemt ook deel aan het toernooi om de KNVB Beker.

## Selectie en technische staf

### Selectie
| Nr.             | Nat.               | Naam                     | Competitie  | Competitie  | Beker       | Beker       | Totaal      | Totaal      | Seizoen bij NAC Breda | Vorige club          | Contract     |
| Nr.             | Nat.               | Naam                     | W           | Goal        | W           | Goal        | W           | Goal        | Seizoen bij NAC Breda | Vorige club          | Contract     |
| Doelvrouwen     | Doelvrouwen        | Doelvrouwen              | Doelvrouwen | Doelvrouwen | Doelvrouwen | Doelvrouwen | Doelvrouwen | Doelvrouwen | Doelvrouwen           | Doelvrouwen          | Doelvrouwen  |
| --------------- | ------------------ | ------------------------ | ----------- | ----------- | ----------- | ----------- | ----------- | ----------- | --------------------- | -------------------- | ------------ |
| 1               | Vlag van Nederland | Nikki de Haan            | 0           | 0           | 0           | 0           | 0           | 0           | 2e                    | Excelsior            | 30 juni 2026 |
| 16              | Vlag van Nederland | Floor Oussoren           | 0           | 0           | 0           | 0           | 0           | 0           | 2e                    | Excelsior            | 30 juni 2026 |
| ?               | Vlag van Nederland | Michelle Buitendijk      | 0           | 0           | 0           | 0           | 0           | 0           | 1e                    | Jong Excelsior       | 30 juni 2026 |
| Verdedigsters   |                    |                          |             |             |             |             |             |             |                       |                      |              |
| 2               | Vlag van Nederland | Kiki Heshof              | 0           | 0           | 0           | 0           | 0           | 0           | 2e                    | Jong Feyenoord       | 30 juni 2026 |
| 3               | Vlag van Nederland | Nikki van den Burg       | 0           | 0           | 0           | 0           | 0           | 0           | 2e                    | Jong ADO Den Haag    | 30 juni 2026 |
| 4               | Vlag van Nederland | Lynn Verhoef             | 0           | 0           | 0           | 0           | 0           | 0           | 2e                    | Jong ADO Den Haag    | 30 juni 2026 |
| 18              | Vlag van Nederland | Indy Meerding            | 0           | 0           | 0           | 0           | 0           | 0           | 2e                    | Jong Excelsior       | 30 juni 2026 |
| 24              | Vlag van Nederland | Minke Goutier            | 0           | 0           | 0           | 0           | 0           | 0           | 2e                    | VV Baronie MO20      | 30 juni 2026 |
| ?               | Vlag van Nederland | Manoah van Houwelingen   | 0           | 0           | 0           | 0           | 0           | 0           | 1e                    | Excelsior            | 30 juni 2026 |
| Middenveldsters |                    |                          |             |             |             |             |             |             |                       |                      |              |
| 6               | Vlag van Nederland | Sarina Heijblom          | 0           | 0           | 0           | 0           | 0           | 0           | 2e                    | Feyenoord            | 30 juni 2026 |
| 8               | Vlag van Nederland | Stephanie Coelho Aurélio | 0           | 0           | 0           | 0           | 0           | 0           | 2e                    | Excelsior            | 30 juni 2026 |
| 14              | Vlag van Nederland | Kim Hendriks             | 0           | 0           | 0           | 0           | 0           | 0           | 2e                    | Excelsior            | 30 juni 2026 |
| 15              | Vlag van Nederland | Elaine Fertoute          | 0           | 0           | 0           | 0           | 0           | 0           | 2e                    | BVV Barendrecht      | 30 juni 2026 |
| 17              | Vlag van Nederland | Suus de Blij             | 0           | 0           | 0           | 0           | 0           | 0           | 2e                    | Jong Excelsior       | 30 juni 2026 |
| 26              | Vlag van Nederland | Merle Zieleman           | 0           | 0           | 0           | 0           | 0           | 0           | 2e                    | SV Saestum           | 30 juni 2026 |
| ?               | Vlag van Nederland | Josje Visser             | 0           | 0           | 0           | 0           | 0           | 0           | 1e                    | OJC Rosmalen         | 30 juni 2026 |
| ?               | Vlag van Nederland | Emely van der Vliet      | 0           | 0           | 0           | 0           | 0           | 0           | 1e                    | HIFK                 | 30 juni 2026 |
| Aanvalsters     |                    |                          |             |             |             |             |             |             |                       |                      |              |
| 7               | Vlag van Nederland | Cacharel Promes          | 0           | 0           | 0           | 0           | 0           | 0           | 2e                    | Jong PSV             | 30 juni 2026 |
| 9               | Vlag van Nederland | Brigitte Franken         | 0           | 0           | 0           | 0           | 0           | 0           | 2e                    | Jong ADO Den Haag    | 30 juni 2026 |
| 11              | Vlag van Nederland | July Schneijderberg      | 0           | 0           | 0           | 0           | 0           | 0           | 2e                    | Feyenoord            | 30 juni 2026 |
| 12              | Vlag van Nederland | Eva Nguyen               | 0           | 0           | 0           | 0           | 0           | 0           | 2e                    | Jong Feyenoord       | 30 juni 2026 |
| 21              | Vlag van Nederland | Mila Cober               | 0           | 0           | 0           | 0           | 0           | 0           | 2e                    | Jong Fortuna Sittard | 30 juni 2026 |
| 25              | Vlag van Turkije   | Ela Yetim                | 0           | 0           | 0           | 0           | 0           | 0           | 2e                    | SV OSS '20           | 30 juni 2026 |
| ?               | Vlag van Nederland | Indi van Dalen           | 0           | 0           | 0           | 0           | 0           | 0           | 1e                    | Sparta Rotterdam     | 30 juni 2026 |
| Nr.             | Nat.               | Naam                     | W           | Goal        | W           | Goal        | W           | Goal        | Seizoen bij NAC Breda | Vorige club          | Contract     |
| Nr.             | Nat.               | Naam                     | Competitie  | Competitie  | Beker       | Beker       | Totaal      | Totaal      | Seizoen bij NAC Breda | Vorige club          | Contract     |

### Legenda
| # | Reden                                          |
| - | ---------------------------------------------- |
|   | Heeft de club in het lopende seizoen verlaten. |

### Technische staf
| Naam          | Functie        |
| ------------- | -------------- |
| Jan de Hoon   | Hoofdtrainer   |
| Bart Goossens | Fysiotherapeut |

## Transfers

### Zomer

#### Aangetrokken 2025/26
| Nat.               | Naam                   | Van              | Contract     | Bijzonderheden |
| ------------------ | ---------------------- | ---------------- | ------------ | -------------- |
| Vlag van Nederland | Michelle Buitendijk    | Jong Excelsior   | 30 juni 2026 |                |
| Vlag van Nederland | Indi van Dalen         | Sparta Rotterdam | 30 juni 2026 |                |
| Vlag van Nederland | Manoah van Houwelingen | Excelsior        | 30 juni 2026 |                |
| Vlag van Nederland | Josje Visser           | OJC Rosmalen     | 30 juni 2026 |                |
| Vlag van Nederland | Emely van der Vliet    | HIFK             | 30 juni 2026 |                |

#### Vertrokken 2025/26
| Nat.               | Naam                 | Naar     | Bijzonderheden                  |
| ------------------ | -------------------- | -------- | ------------------------------- |
| Vlag van Tunesië   | Kamar Laamouz        | Onbekend |                                 |
| Vlag van Nederland | Donna van der Meulen | Onbekend |                                 |
| Vlag van Nederland | Fleur Mol            |          | Gestopt                         |
| Vlag van Nederland | Lieve Mol            |          | Studeren in de Verenigde Staten |
| Vlag van Nederland | Shannon Tabi         | Onbekend |                                 |
| Vlag van Nederland | Anouk Versluijs      | Onbekend |                                 |
| Vlag van Nederland | Isa Warps            | Onbekend |                                 |

### Winter

#### Aangetrokken 2025/26
| Nat. | Naam | Van | Bijzonderheden |
| ---- | ---- | --- | -------------- |
|      |      |     |                |

#### Vertrokken 2025/26
| Nat. | Naam | Naar | Bijzonderheden |
| ---- | ---- | ---- | -------------- |
|      |      |      |                |

## Wedstrijdstatistieken

### Oefenwedstrijden
| Oefenwedstrijd 1                                                                         | TSC Oosterhout JO15     | 1 – 2 (1 – 0)    | NAC Breda | Opstelling NAC Breda |
| 14 juni 2025 Aanvangstijd: 13.00 uur Plaats: Tilburg Sportpark De Warande                | Onbekend 10'            | Wedstrijdverslag | 47' Ela Yetim 50' Josje Visser | Oussoren ( 46' De Haan), Heshof ( 46' Meerding), Van Houwelingen ( 46' Verhoef), Van den Burg ( 34' De Blij), Fertoute, Aurélio ( 46' Zieleman), Heijblom, Hendriks ( 46' Yetim), Schneijderberg ( 46' Goutier), Visser, Nguyen ( 15' Promes)                                                       |
| Oefenwedstrijd 2                                                                         | NAC Breda               | 1 – 6 (0 – 4)    | AZ | Opstelling NAC Breda |
| 24 juni 2025 Aanvangstijd: 13.00 uur Plaats: Breda Sportpark Heksenwiel                  | July Schneijderberg 62' | Wedstrijdverslag | 4' 20' 22' 37' 74' Onbekend | De Haan, Heshof, Meerding ( 30' Van Dalen), Van Houwelingen ( 69' Van den Burg), Fertoute ( 76' Goutier), De Blij ( 76' Zieleman), Heijblom, Hendriks ( 46' Aurélio), Schneijderberg, Visser, Promes ( 69' Nguyen)                                                                                  |
| Oefenwedstrijd 3                                                                         | PEC Zwolle              | Afgelast         | NAC Breda | Opstelling NAC Breda |
| 21 juni 2025 Aanvangstijd: 13.00 uur Plaats: Zwolle                                      |                         | Wedstrijdverslag | | |
| Oefenwedstrijd 4                                                                         | VV Bavel                | 1 – 5 (0 – 2)    | NAC Breda | Opstelling NAC Breda |
| 29 juni 2025 Aanvangstijd: 14.00 uur Plaats: Bavel Sportpark de Roosberg                 | Pleun van Ginneken      | Wedstrijdverslag | 28' Josje Visser 38', 63' Ela Yetim 50' Kim Hendriks 80' Brigitte Franken                                                                                     | Buitendijk, Van Goch ( 46' Heshof), Van den Burg ( 46' Van Houwelingen), Goutier ( 46' Fertoute), Van Dalen, Heijblom ( 46' Meerding), Aurélio, Zieleman ( 46' Hendriks), Nguyen ( 46' Promes), Visser ( 65' Franken), Yetim ( 46' De Blij) ( 62' Yetim)                                            |
| Oefenwedstrijd 5                                                                         | ADO Den Haag            | 1 – 3            | NAC Breda | Opstelling NAC Breda |
| 4 juli 2025 Aanvangstijd: nnb Plaats: nnb.                                               | Gina Viehoff 47'        | Wedstrijdverslag | 2' Onbekend 44' Sarina Heijblom 62' Brigitte Franken | Oussoren, Heshof, Van den Burg ( 55' Meerding), Van Houwelingen, Fertoute, Heijblom, Onbekend ( 55' Aurélio), Hendriks ( 60' Yetim), Van Dalen ( 60' Promes), Franken ( 65' Visser), Nguyen ( 65' Goutier)                                                                                          |
| Oefenwedstrijd 6                                                                         | VV Zundert              | 0 – 9 (0 – 5)    | NAC Breda | Opstelling NAC Breda |
| 12 juli 2025 Aanvangstijd: 16.00 uur Plaats: Zundert Sportpark De Wildert                |                         | Wedstrijdverslag | 11' Brigitte Franken 26' Ela Yetim 33' Carla Wilson 34', 62' Josje Visser 38' Yentl van Goch 59' Manoah van Houwelingen 77' Merle Zieleman 87' Floor Oussoren | De Haan, Heshof ( 45' Yetim), Meerding ( 45' Promes), Van Houwelingen ( 60' Meerding), Van Goch ( 60' Zieleman), Aurélio ( 60' Van den Burg), Schuylenburg ( 60' Heshof), Hendriks, Promes ( 30' Wilson), Franken ( 60' Oussoren), Yetim ( 30' Visser)                                              |
| Oefenwedstrijd 7                                                                         | KV Mechelen             | 0 – 3 (0 – 1)    | NAC Breda | Opstelling NAC Breda |
| 9 augustus 2025 Aanvangstijd: 16.15 uur Plaats: nnb.                                     |                         | Wedstrijdverslag | 10' Regina Schuylenburg 52' July Schneijderberg 60' Josje Visser                                                                                              | De Haan ( 46' Oussoren), Heshof ( 46' Zieleman), Van den Burg ( 46' Meerding), Van Houwelingen ( 46' Verhoef), Fertoute ( 46' Goutier), Aurélio ( 46' Heijblom), Schuylenburg ( 46' Visser), Onbekend ( 60' Hendriks), Promes ( 46' Van Dalen), Franken ( 46' Schneijderberg), Yetim ( 46' De Blij) |
| Oefenwedstrijd 8                                                                         | NAC Breda               | – ( – )          | KRC Genk | Opstelling NAC Breda |
| 16 augustus 2025 Aanvangstijd: 16.00 uur Plaats: Geertruidenberg Gemeentelijke Sportpark |                         | Wedstrijdverslag | | |
| Oefenwedstrijd 9                                                                         | NAC Breda               | – ( – )          | Oud-Heverlee Leuven | Opstelling NAC Breda |
| 19 augustus 2025 Aanvangstijd: 12.30 uur Plaats: Breda Sportpark Heksenwiel              |                         | Wedstrijdverslag | | |
| Oefenwedstrijd 10                                                                        | NAC Breda               | – ( – )          | Jong AZ | Opstelling NAC Breda |
| 27 augustus 2024 Aanvangstijd: 12.30 uur Plaats: Breda Sportpark Heksenwiel              |                         | Wedstrijdverslag | | |
| Oefenwedstrijd 11                                                                        | NAC Breda               | – ( – )          | Zulte Waregem | Opstelling NAC Breda |
| 30 augustus 2024 Aanvangstijd: 12.30 uur Plaats: Breda Sportpark Heksenwiel              |                         | Wedstrijdverslag | | |

### Eredivisie
|       | ADO Den Haag | Ajax | AZ Alkmaar | Excelsior | Feyenoord | sc Heerenveen | Hera United / Telstar | PEC Zwolle | PSV | FC Twente | FC Utrecht |
| ----- | ------------ | ---- | ---------- | --------- | --------- | ------------- | --------------------- | ---------- | --- | --------- | ---------- |
| Thuis | –            | –    | –          | –         | –         | –             | –                     | –          | –   | –         | –          |
| Uit   | –            | –    | –          | –         | –         | –             | –                     | –          | –   | –         | –          |

| Speelronde 1                                                                             | NAC Breda     | – ( – )          | Feyenoord     | Opstelling NAC Breda |
| 7 september 2025 Aanvangstijd: 12.15 uur Plaats: Breda Sportpark Heksenwiel              |               | Wedstrijdverslag |               |                      |
| Speelronde 2                                                                             | FC Twente     | – ( – )          | NAC Breda     | Opstelling NAC Breda |
| 21 september 2025 Aanvangstijd: 16.45 uur Plaats: Enschede Sportpark Schreurserve        |               | Wedstrijdverslag |               |                      |
| Speelronde 3                                                                             | NAC Breda     | – ( – )          | FC Utrecht    | Opstelling NAC Breda |
| 28 september 2025 Aanvangstijd: 16.45 uur Plaats: Breda Sportpark Heksenwiel             |               | Wedstrijdverslag |               |                      |
| Speelronde 4                                                                             | Telstar'      | – ( – )          | NAC Breda     | Opstelling NAC Breda |
| 5 oktober 2025 Aanvangstijd: 16.45 uur Plaats: Velsen-Zuid 711 Stadion                   |               | Wedstrijdverslag |               |                      |
| Speelronde 5                                                                             | NAC Breda     | – ( – )          | PSV           | Opstelling NAC Breda |
| 11 oktober 2025 Aanvangstijd: 14.00 uur Plaats: Breda Sportpark Heksenwiel               |               | Wedstrijdverslag |               |                      |
| Speelronde 6                                                                             | PEC Zwolle    | – ( – )          | NAC Breda     | Opstelling NAC Breda |
| 2 november 2025 Aanvangstijd: 16.45 uur Plaats: Zwolle MAC³PARK stadion                  |               | Wedstrijdverslag |               |                      |
| Speelronde 7                                                                             | NAC Breda     | – ( – )          | Excelsior     | Opstelling NAC Breda |
| 16 november 2025 Aanvangstijd: 16.45 uur Plaats: Breda Sportpark Heksenwiel              |               | Wedstrijdverslag |               |                      |
| Speelronde 8                                                                             | AZ            | – ( – )          | NAC Breda     | Opstelling NAC Breda |
| 23 november 2025 Aanvangstijd: 16.45 uur Plaats: Wijdewormer AFAS Trainingscomplex       |               | Wedstrijdverslag |               |                      |
| Speelronde 9                                                                             | NAC Breda     | – ( – )          | sc Heerenveen | Opstelling NAC Breda |
| 7 december 2025 Aanvangstijd: 16.45 uur Plaats: Breda Sportpark Heksenwiel               |               | Wedstrijdverslag |               |                      |
| Speelronde 10                                                                            | Ajax          | – ( – )          | NAC Breda     | Opstelling NAC Breda |
| 21 december 2025 Aanvangstijd: 16.45 uur Plaats: Amsterdam Sportpark De Toekomst         |               | Wedstrijdverslag |               |                      |
| Speelronde 11                                                                            | NAC Breda     | – ( – )          | ADO Den Haag  | Opstelling NAC Breda |
| 17-18 januari 2026 Aanvangstijd: n.t.b. Plaats: Breda Sportpark Heksenwiel               |               | Wedstrijdverslag |               |                      |
| Speelronde 12                                                                            | NAC Breda     | – ( – )          | PEC Zwolle    | Opstelling NAC Breda |
| 24-25 januari 2026 Aanvangstijd: n.t.b. Plaats: Breda Sportpark Heksenwiel               |               | Wedstrijdverslag |               |                      |
| Speelronde 13                                                                            | FC Utrecht    | – ( – )          | NAC Breda     | Opstelling NAC Breda |
| 31 januari-1 februari 2026 Aanvangstijd: n.t.b. Plaats: Utrecht Sportcomplex Zoudenbalch |               | Wedstrijdverslag |               |                      |
| Speelronde 14                                                                            | NAC Breda     | – ( – )          | Ajax          | Opstelling NAC Breda |
| 7-14-15 februari 2026 Aanvangstijd: n.t.b. Plaats: Breda Sportpark Heksenwiel            |               | Wedstrijdverslag |               |                      |
| Speelronde 15                                                                            | sc Heerenveen | – ( – )          | NAC Breda     | Opstelling NAC Breda |
| 21-22 februari 2026 Aanvangstijd: n.t.b. Plaats: Heerenveen Sportpark Skoatterwald       |               | Wedstrijdverslag |               |                      |
| Speelronde 16                                                                            | NAC Breda     | – ( – )          | AZ            | Opstelling NAC Breda |
| 14-15 maart 2026 Aanvangstijd: n.t.b. Plaats: Breda Sportpark Heksenwiel                 |               | Wedstrijdverslag |               |                      |
| Speelronde 17                                                                            | PSV           | – ( – )          | NAC Breda     | Opstelling NAC Breda |
| 21-28-29 maart 2025 Aanvangstijd: n.t.b. Plaats: Eindhoven PSV Campus De Herdgang        |               | Wedstrijdverslag |               |                      |
| Speelronde 18                                                                            | Excelsior     | – ( – )          | NAC Breda     | Opstelling NAC Breda |
| 4-5 april 2026 Aanvangstijd: n.t.b. Plaats: Rotterdam Stadion Woudestein                 |               | Wedstrijdverslag |               |                      |
| Speelronde 19                                                                            | NAC Breda     | – ( – )          | Telstar       | Opstelling NAC Breda |
| 25-26 april 2025 Aanvangstijd: n.t.b. Plaats: Breda Sportpark Heksenwiel                 |               | Wedstrijdverslag |               |                      |
| Speelronde 20                                                                            | ADO Den Haag  | – ( – )          | NAC Breda     | Opstelling NAC Breda |
| 2-3 mei 2025 Aanvangstijd: n.t.b. Plaats: Den Haag Bingoal Stadion                       |               | Wedstrijdverslag |               |                      |
| Speelronde 21                                                                            | NAC Breda     | – ( – )          | FC Twente     | Opstelling NAC Breda |
| 8 mei 2025 Aanvangstijd: 20.00 uur Plaats: Breda Sportpark Heksenwiel                    |               | Wedstrijdverslag |               |                      |
| Speelronde 22                                                                            | Feyenoord     | – ( – )          | NAC Breda     | Opstelling NAC Breda |
| 22 mei 2025 Aanvangstijd: 20.00 uur Plaats: Rotterdam Sportcomplex Varkenoord            |               | Wedstrijdverslag |               |                      |

## Statistieken NAC Breda 2025/2026

### Tussenstand NAC Breda in de Nederlandse Eredivisie Vrouwen 2025 / 2026
| Stand | Gespeeld | Gewonnen | Gelijk | Verloren | Punten | Doelpunten voor | Doelpunten tegen | Gele kaarten | Rode kaarten |
| ----- | -------- | -------- | ------ | -------- | ------ | --------------- | ---------------- | ------------ | ------------ |
|       |          |          |        |          |        |                 |                  |              |              |

### Topscorers
| #              | Naam   | Goal |
| -------------- | ------ | ---- |
| 1.             |        |      |
| Eigen doelpunt |        |      |
| 1.             |        |      |
| Totaal         | Totaal | 0    |

| #      | Naam   | Goal |
| ------ | ------ | ---- |
| 1.     |        |      |
| Totaal | Totaal | 0    |

| #      | Naam                   | Goal |
| ------ | ---------------------- | ---- |
| 1.     | Josje Visser           | 5    |
| 2.     | Ela Yetim              | 4    |
| 3.     | Brigitte Franken       | 3    |
| 3.     | July Schneijderberg    | 3    |
| 5.     | Yentl van Goch         | 2    |
| 5.     | Manoah van Houwelingen | 2    |
| 5.     | Sarina Heijblom        | 2    |
| 5.     | Kim Hendriks           | 2    |
| 5.     | Floor Oussoren         | 2    |
| 5.     | Regina Schuylenburg    | 2    |
| 5.     | Carla Wilson           | 2    |
| 5.     | Merle Zieleman         | 2    |
| Totaal | Totaal                 | 23   |

### Kaarten
| #      | Naam   | Kreeg geel |
| ------ | ------ | ---------- |
| 1.     |        |            |
| Totaal | Totaal | 0          |

| #      | Naam   | Kreeg voor de tweede keer geel en dus rood |
| ------ | ------ | ------------------------------------------ |
| 1.     |        |                                            |
| Totaal | Totaal | 0                                          |

| #      | Naam   | Weggestuurd |
| ------ | ------ | ----------- |
| 1.     |        |             |
| Totaal | Totaal | 0           |